# Podlaski Przełom Bugu
Podlaski Przełom Bugu (318.91) – mezoregion fizycznogeograficzny będący granicą pomiędzy Niziną Południowopodlaską (umownie wchodzący w jej skład) a Niziną Północnopodlaską, graniczący od zachodu z Doliną Dolnego Bugu, od południa z Wysoczyzną Siedlecką, od południowego wschodu z Równiną Łukowską, od wschodu z Polesiem Brzeskim, od północy z Wysoczyzną Drohiczyńską, a od północnego zachodu z Wysoczyzną Wysokomazowiecką. Kraina leży w Polsce na obszarze województw: mazowieckiego, podlaskiego i lubelskiego, a na Białorusi obwodu brzeskiego. Zajmuje powierzchnię 673 km².
Krajobraz tworzy dolina Bugu, którego bieg jest kręty, a miejscami meandrowy. Na szerokość od 1,5 do 4 km przecina on polodowcowe wysoczyzny, zagłębiając się w nie na głębokość ok. 20–30 m.
W 1993 roku zachodnia część regionu znalazła się w granicach utworzonego na lewym brzegu Bugu Nadbużańskiego Parku Krajobrazowego, a w 1994 roku we wschodniej części regionu, również na lewym brzegu Bugu, utworzono Park Krajobrazowy Podlaski Przełom Bugu.
Na terenie regionu leży miasto Drohiczyn.

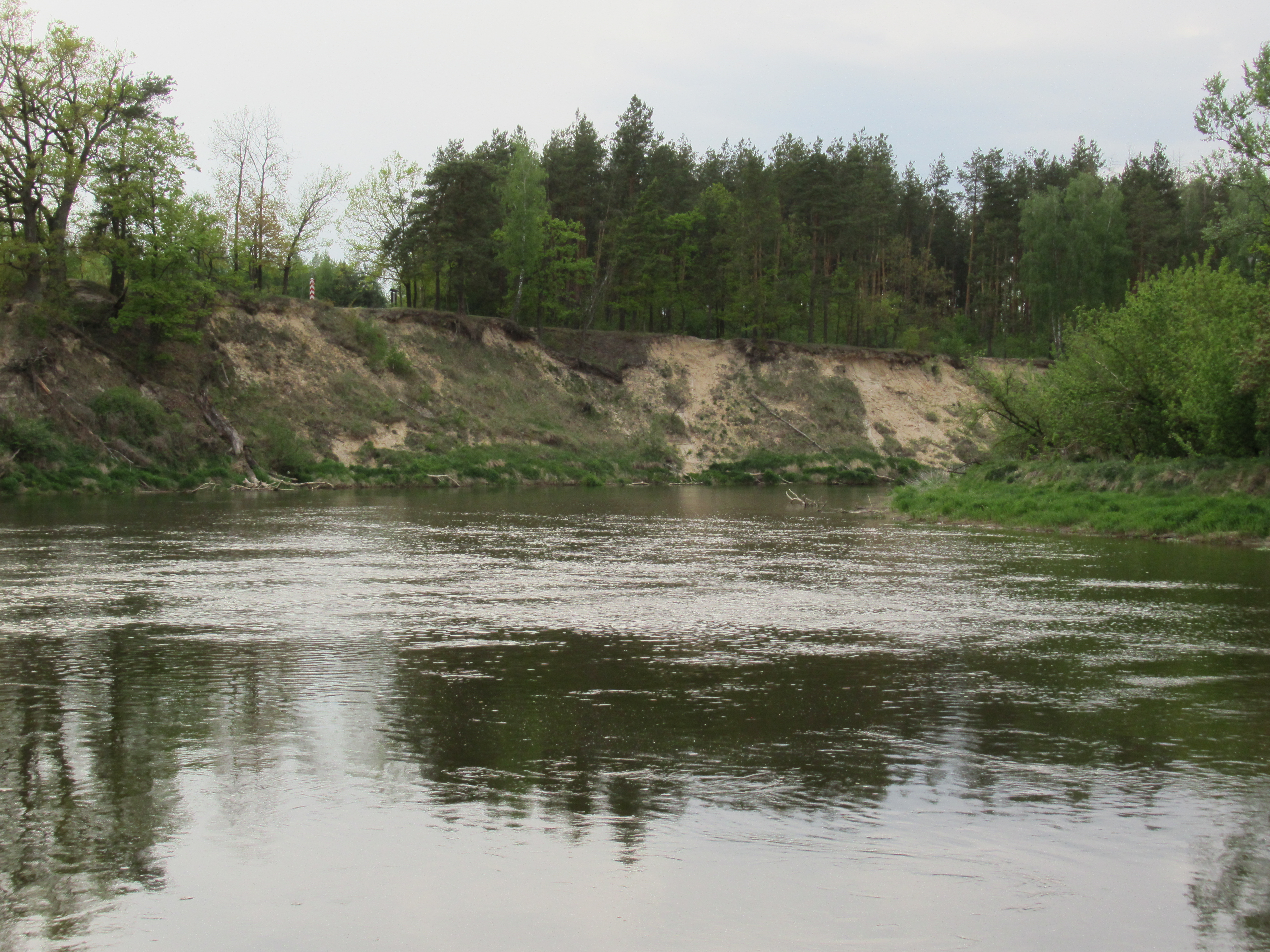
Bug w rezerwacie Szwajcaria Podlaska

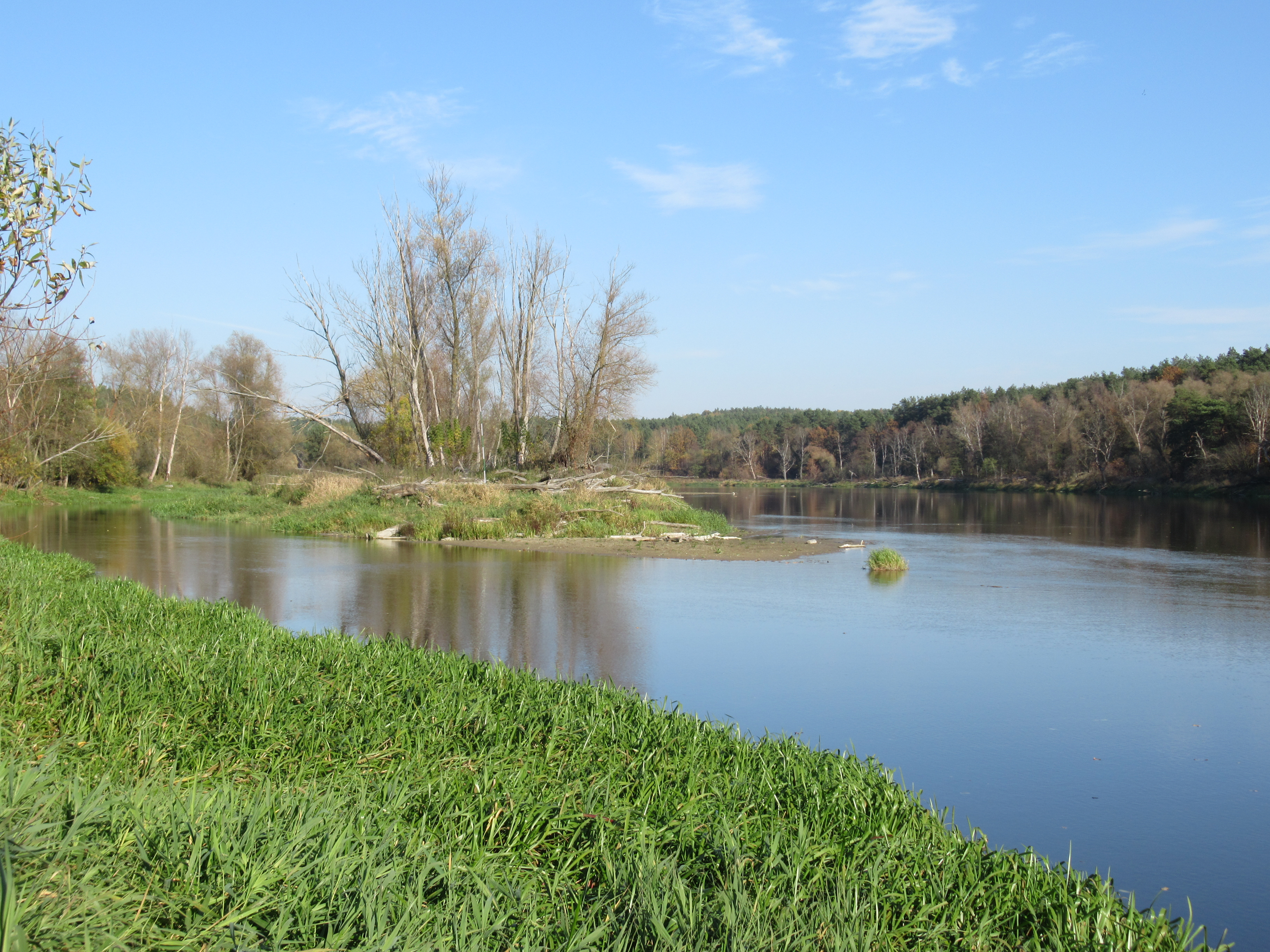
Bug w Klepaczewie